# Кристич, Матия
Ма́тия Кри́стич (хорв. Matija Kristić; 10 октября 1978, Вараждин, Хорватия, СФРЮ) — хорватский футболист, защитник клуба «Меджимурье».

## Карьера
Начинал свою карьеру в «Вартексе». За этот хорватский клуб выступал до 2005 года. Сезон 1997/98 провёл в аренде в вараждинской «Слободе». Сезон 2005/06 провёл в Польше за любинский «Заглембе», став бронзовым призёром чемпионата страны. В 2006 году перешёл в хорватский «Славен Белупо». Летом 2008 года, по приглашению тогдашнего главного тренера Зорана Вулича, перешёл в российский клуб «Луч-Энергия», за который сыграл более 100 матчей. После вылета клуба в 2012 году во Второй дивизион, где запрещено выступать иностранным игрокам, покинул клуб и перешёл в хорватскую «Зелину». С 2013 года защищал цвета австрийского «Марша». В 2014 году подписал контракт со словенским «Заврчем».
В Кубке УЕФА провёл 15 матчей, забил 3 мяча.

## Достижения
- Серебряный призёр чемпионата Хорватии: 2007/08
- Бронзовый призёр чемпионата Хорватии (2): 1995/96, 2002/03
- Финалист Кубка Хорватии: 2006/07
- Бронзовый призёр чемпионата Польши: 2005/06

## Личная жизнь
Женат. Жену зовут Желька, сына — Патрик (родился в 2006 году).